# Paul Blake
Paul Blake é um ator britânico. É mais conhecido por retratar Greedo em Star Wars Episódio IV: Uma Nova Esperança, no entanto, ele também teve papéis menores em Some of My Best Friends Are... e Hennessy, bem como alguns papéis em séries de televisão, como Down to Earth e Crossroads.